# Coise-Saint-Jean-Pied-Gauthier
Coise-Saint-Jean-Pied-Gauthier é uma comuna francesa na região administrativa de Auvérnia-Ródano-Alpes, no departamento de Saboia. Estende-se por uma área de 10,38 km². Em 2010 a comuna tinha 1 280 habitantes (densidade: 123,3 hab./km²).